# Wettinia fascicularis
Espèce
Synonymes
- Wettinia cladospadix (Dugand) H.E.Moore & J.Dransf.[1]
- Wettiniicarpus cladospadix Dugand[1]
- Wettiniicarpus fascicularis Burret[1]

Statut de conservation UICN

 LC  : Préoccupation mineure
Wettinia fascicularis est une espèce de plantes de la famille des Arecaceae (les palmiers).

## Publication originale
- Notes from the Royal Botanic Garden, Edinburgh 36: 264. 1978.